# Temporada 1869-1870 del Liceu
La temporada 1869-1870 arribà al Liceu el Don Carlo de Verdi, considerat com a
obra monòtona i difusa en aquell moment. El crític Fargas i Soler hi veia «la luz fulgente de un astro que se inclina ya a su ocaso». L'obra no va convèncer el públic, tot i que es va fer com a grand' opéra a la francesa, amb una escenografia de Francesc Soler i Rovirosa i Marià Carreras, que va causar un gran impacte, i amb un important ballet, en el qual va destacar el ballarí Ricard Moragas.
La mort de Rossini el 1968 va desvetllar un renovat interès per les òperes d'aquest compositor, i el Liceu va programar, per primer cop, L'italiana in Algeri, fins aleshores només vista al Teatre de la Santa Creu. Rosa Vercolini, una mezzosoprano de força qualitat vocal, va obtenir un èxit considerable amb la coloratura rossiniana que els nostàlgics reclamaven com la veritable forma de cantar.
| Temporada 1869-1870 del Liceu |                    |                  |                   | |           |                                |
| Òpera                         | Compositor         | Director musical | Director d'escena | Papers principals | Producció | Dates                          |
| La favorita                   | Gaetano Donizetti  | Eusebi Dalmau    |                   | Rosa Vercolini, Cesare Sarti, Vincenzo Quintilli-Leoni, Federico Feitlinger (30 d'octubre), Giovanni Capponi (31 d'octubre i 14 desembre), Luigi Manfredi, Caterina Mas-Porcell |           | 30, 31 octubre / 14 desembre   |
| Un ballo in maschera          | Giuseppe Verdi     | Eusebi Dalmau    |                   | Antonio Prudenza (novembre), Antonio Oliva-Pavani (abril), Vincenzo Quintili-Leoni, Luigia Bendazzi-Secchi (novembre), Bianca Blume (abril), Rosa Vercolini, Enrichetta de Baillou-Marinoni (novembre), Anna Ferrer (abril), Giuseppe Bernasconi, Paolo Baraldi, Giovanni Capponi (novembre), Luigi Vecchi (abril), Ignasi Costa, Francesc Sánchez |           | 9, 10, 14 novembre / 27 abril  |
| I vespri siciliani            | Giuseppe Verdi     |                  |                   | Vincenzo Quintilli-Leoni, Costa, Faix, Prudenza, Capponi, Luigia Bendazzi |           |                                |
| L'italiana in Algeri          | Gioacchino Rossini | Eusebi Dalmau    |                   | Agustí Rodas, Luigia Cucchi, Caterina Mas-Porcell, Giuseppe Bernasconi, Cesare Sarti, Rosa Vercolini, Paolo Baraldi |           | 23, 26, 28 desembre / 19 gener |
| Rigoletto                     | Giuseppe Verdi     | Eusebi Dalmau    |                   | Remigio Bertolini (gener) / Antonio Minetti (maig), Vincenzo Quintili-Leoni, Enrichetta de Baillou-Marinoni, Agustí Rodas, Caterina Mas-Porcell, Filomena Puigsegú, Giuseppe Bernasconi |           | 5, 6 de gener; 11 i 29 de maig |
| Don Carlo                     | Giuseppe Verdi     |                  |                   | Rosa Vercolini, Remigio Bertolini, Vincenzo Quintilli-Leoni, Giovanni Capponi, Agustí Rodas |           | 27 de gener                    |
| Il barbiere di Siviglia       | Gioachino Rossini  | Eusebi Dalmau    |                   | Antonio Minetti, Paolo Baraldi, Rosa Vercolini-Tay, Vincenzo Quintili-Leoni, Agustí Rodas, Luigi Manfredi, Caterina Mas-Porcell, Josep Gómez |           |                                |
| I puritani                    | Vincenzo Bellini   | Eusebi Dalmau    |                   | Giuseppe Bernasconi, Luigi Vecchi, Antonio Minetti, Vincenzo Quintili-Leoni, Josep Gómez, Caterina Mas-Porcell, Enrichetta de Baillou-Marinoni |           | 7, 8, 14 maig                  |